# Weißenborn (Holzland)
Weißenborn ist eine Gemeinde im Osten des thüringischen Saale-Holzland-Kreises. Erfüllende Gemeinde ist Bad Klosterlausnitz.

## Geografie
Weißenborn liegt nordöstlich des Hermsdorfer Kreuzes, an dem sich die Autobahnen 4 und 9 schneiden. Das Hermsdorfer Kreuz ist einer der größten und wichtigsten Verkehrsknotenpunkte Deutschlands.
Unweit des Hermsdorfer Kreuzes liegt die Stadt Hermsdorf, die an Bad Klosterlausnitz angrenzt. Ein Nachbarort der Kurgemeinde ist Weißenborn.

## Geschichte
Seit 1196 gibt es eine urkundliche Erwähnung „An der Glashütte“ für die in der Flur Weißenborn liegende Forstabteilung 156. 1925 fand man bei Grabungen 20 kleinere Hügel von 8 × 12 m Durchmesser und schlussfolgerte bei einer Probegrabung auf Reste eines Hauses. Der Grabungserfolg war ein Pechofen. Oberflächenfunde weisen aber Glasschmelzreste und Hafenbruchstücke nach. Die Keramikfunde stammen aus dem 12.–17. Jahrhundert, die alle auf eine Glashütte deuten.
Weißenborn selbst ist 1350 erstmals urkundlich erwähnt worden. Der Ort gehörte zum wettinischen Kreisamt Eisenberg, welches aufgrund mehrerer Teilungen im Lauf seines Bestehens unter der Hoheit verschiedener Ernestinischer Herzogtümer stand. 1826 kam der Ort mit dem Südteil des Kreisamts Eisenberg und der Stadt Eisenberg vom Herzogtum Sachsen-Gotha-Altenburg zum Herzogtum Sachsen-Altenburg. Ab 1920 gehörte er zum Freistaat Thüringen.

## Politik
Nach der Gemeinderatswahl am 26. Mai 2019 verteilen sich die zwölf Sitze des Gemeinderates folgendermaßen:
| Partei / Liste                       | Stimmenanteil | Sitze  |
| Christlich-Demokratische Union (CDU) | 31,5 %        | 4      |
| WG Jug./Sport/Trad.-verein           | 56,4 %        | 7      |
| Männergesangsverein 1891 e. V.       | 12,1 %        | 1      |
| Wahlbeteiligung                      | 67,0 %        | 67,0 % |

Ehrenamtliche Bürgermeisterin Weißenborns ist Christiane Putzer (WG Jugend-/Sport-/Trad.-Verein). Bei der Wahl am 13. September 2020 wurde sie mit 69,0 % der gültigen Stimmen bei einer Wahlbeteiligung von 49,5 % gewählt.

## Tourismus

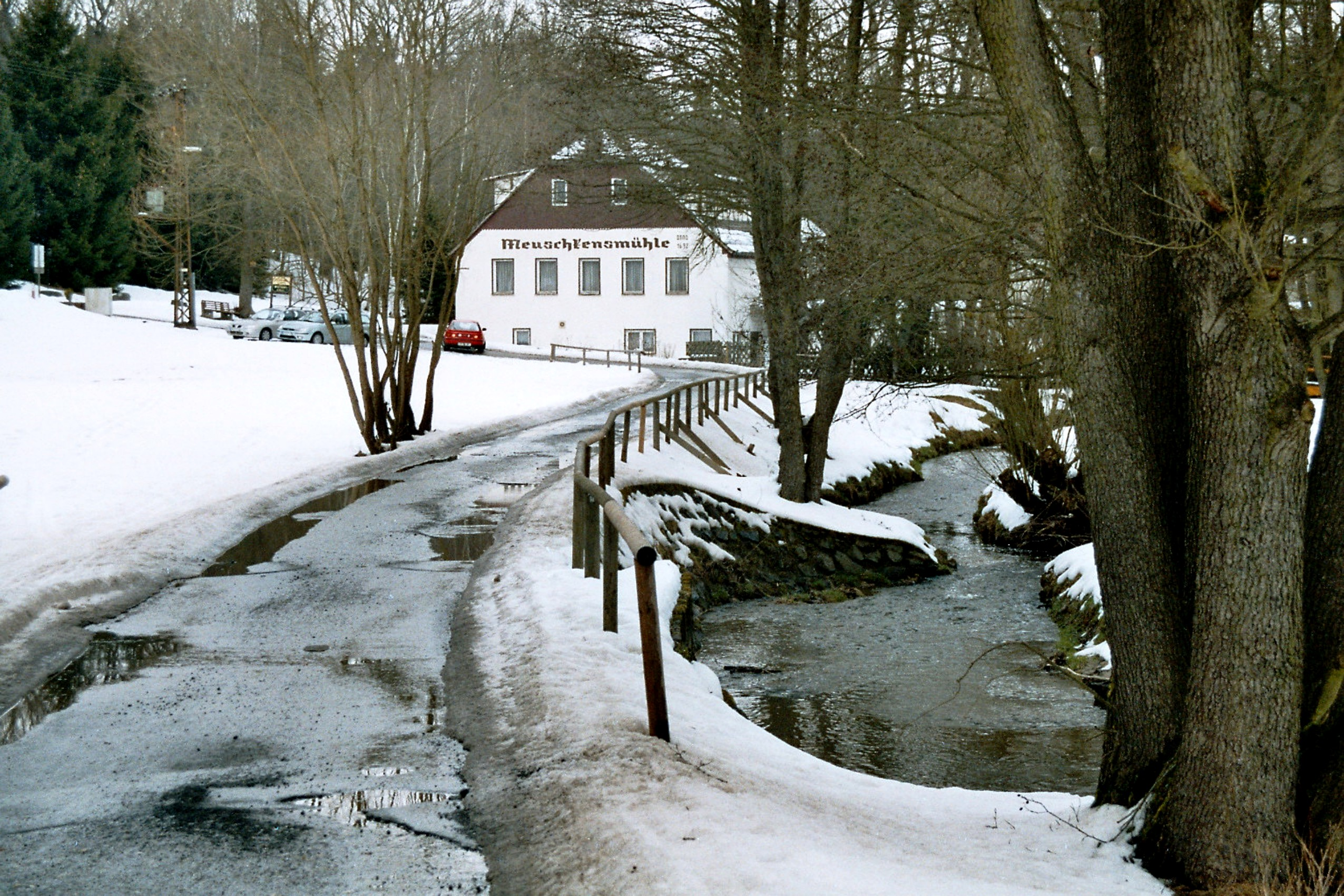
Die Meuschkensmühle im Mühltal

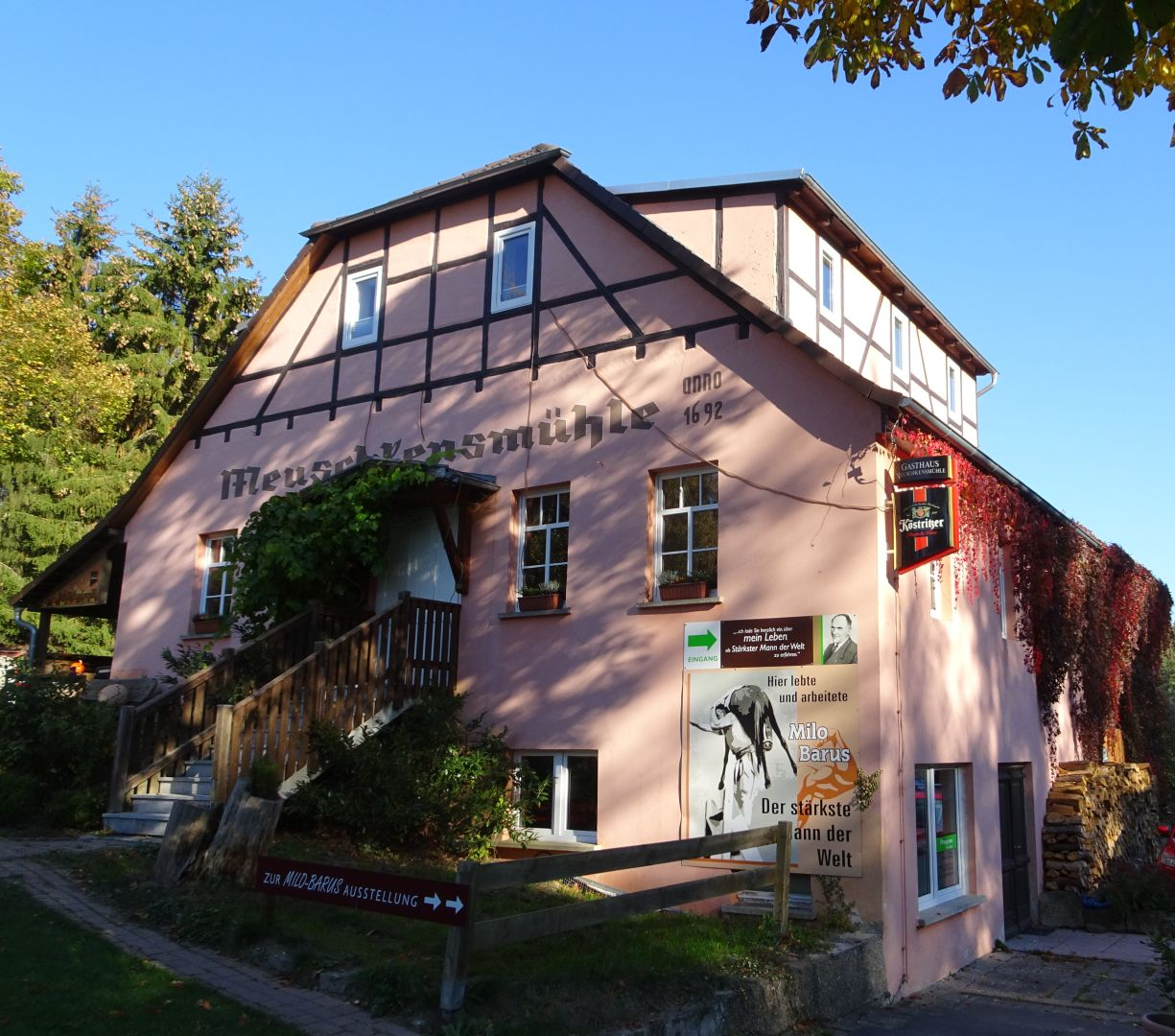
Meuschkensmühle mit Hinweis zur Milo-Barus-Ausstellung

Weißenborn ist der südliche Ausgangspunkt des Eisenberger Mühltals, durch das die Rauda fließt. Der Thüringenweg führt durch das Tal. Eine Ausstellung bei der Meuschkensmühle ist Milo Barus gewidmet, dem stärksten Mann der Welt.

## Vereine
In der Gemeinde gibt es ein reges Vereinsleben. Zu den wichtigsten Vereinen gehören:
- Feuerwehrverein 2009 e. V.
- Jugendverein „Emma Krempoli“ e. V.
- Männergesangverein 1891 e. V.
- Motorcross-Verein „Kühn’s Höhe“ e. V.
- Schul-Förderverein e. V.
- Traditionsverein 1996 e. V.
- Weißenborner Sport-Verein 1882 e. V.

Insbesondere das durch den Traditionsverein 1996 e. V. durchgeführte Maibaumsetzen zu Pfingsten gehört zu den kulturellen Höhepunkten des Jahres.

## Varia
- Das Heilwasser, das seit dem Jahr 2003 im Kurmittelhaus von Bad Klosterlausnitz angeboten wird[5], stammt aus der Quelle Rote Pfütze nahe Weißenborn.[6][7]